# Retrato de la reina Ana de Austria
Retrato de la reina Ana de Austria es un óleo sobre lienzo, obra de la pintora italiana Sofonisba Anguissola hacia 1573. Se encuentra en el Museo del Prado en Madrid (España).

## Historia
Anguissola probablemente realizó este retrato unos meses antes de su regreso a Italia en 1573. Se supone que el atuendo de Ana de Austria en el lienzo tiene que ver con las tristes jornadas que vivió la familia real en ese año, cuando comenzó el traslado de los difuntos de la familia al Real Monasterio de San Lorenzo de El Escorial. La apariencia de la reina Ana sigue el atuendo de la reina consorte Juana de Portugal. Las similitudes de este retrato y los de Juana de los años 1557 y 1559 pone de manifiesto el peso de la tradición en este tipo de imágenes. El retrato hizo pareja con el de Felipe II pintado también por Anguissola siete años antes, en 1565. Además de estos dos óleos, Anguissola llevó a cabo otros dos retratos familiares: los de las dos hijas del rey, las infantas Isabel Clara Eugenia y Catalina Micaela.
A partir de los años 90 del siglo XX, se reconoció la importancia de esta obra y comenzó a ser exhibida en distintas muestras, algunas individuales, como "Sofonisba Anguissola e la sue sorelle" que itineró por Cremona (su ciudad natal), Viena y Washington D. C., o colectivas como "Realismo y Espiritualidad" en Alaquás (Valencia) o "La estética de la Edad Moderna en femenino" en Málaga, para culminar en la exposición del Museo del Prado en 2019 "Historia de dos pintoras: Sofonisba Anguissola y Lavinia Fontana".

## Descripción
Aunque en un primer momento se consideró obra de taller del pintor español Alonso Sánchez Coello, retratista en la corte de Felipe II, las diferencias en su composición, el estilo pictórico delicado y suave, el trabajo de la luz y la pincelada precisa y minuciosa permitió atribuirlo a Sofonisba Anguissolla. La obra, un óleo sobre lienzo, nos muestra a la reina Ana de Austria embarazada de su segundo hijo, el infante don Carlos Lorenzo elegantemente vestida. El cuadro se empareja con el paralelo de Felipe II realizado también por la artista siguiendo los cánones tradicionales de los retratos de los Austrias.
Destaca el contraste del negro vestido real con el blanco de la manteleta y alto cuello. El cabello rubio se adivina a través del delicado tocado de hilo rizado. La reina muestra sus manos cubiertas por finos guantes como puntos de luz en un entorno gris y un fondo oscuro que da profundidad a la escena.